# Zeuxinella vietnamica
Thơ sinh Việt Nam (tên khoa học: Zeuxinella vietnamica) là một loài thực vật có hoa trong họ Lan. Loài địa lan nhân giống và phát triển bằng thân rễ ngầm dưới đất này được Averyanov mô tả khoa học đầu tiên năm 1988 dưới danh pháp Zeuxine vietnamica, nhưng tới năm 2003 thì chuyển thành Zeuxinella vietnamica.